# Уэйлан (город, Миннесота)
Уэйлан (англ. Whalan) — город в округе Филмор, штат Миннесота, США. На площади 0,8 км² (0,7 км² — суша, 0,1 км² — вода), согласно переписи 2002 года, проживают 64 человека. Плотность населения составляет 87 чел./км².
- Телефонный код города — 507
- Почтовый индекс — 55949
- FIPS-код города — 27-69808[1]
- GNIS-идентификатор — 0654053[2]